# Shlomo Bistritzky

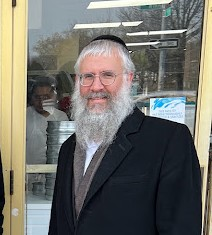
Rabbi Shlomo Bistritzky (2022)

Shlomo Bistritzky (geboren 1977 in Jerusalem) ist ein deutscher orthodoxer Rabbiner und Landesrabbiner der Freien und Hansestadt Hamburg.

## Leben
Bistritzky wurde in Jerusalem geboren und wuchs in Safed auf. Sein Großvater war Kaufmann in Hamburg und sein Vater Oberrabbiner. Nach dem Schulbesuch der Jeschiwa in Safed studierte er in New York und Manchester sowie 1999 in Berlin jüdisches Gesetz.
Später erhielt er in Berlin seine Ordination als Rabbiner und 2003 vom sefardischen Oberrabbiner des Staates Israel, Bakshi-Doron, die ihn legitimiert, als Rabbiner in der Diaspora tätig zu sein.
2003 übersiedelte er mit seiner Frau Chani, mit der er sechs Kinder hat, nach Hamburg. Hier war er zunächst als Gesandter des Lubawitscher Rebben für die jüdische Gemeinde tätig und leitet derzeit das Hamburger Chabad-Zentrum in der Rothenbaumchaussee.
Bistritzky vertritt eine streng orthodoxe Auffassung des Judentums. Zwar distanziert er sich von durch andere Orthodoxe erhobenen Forderungen, scharfe Geschlechtertrennung nicht nur in der Synagoge, sondern auch im öffentlichen Leben durchzusetzen, „weil Streit und Konflikte nichts bringen“, verweigert aber beispielsweise den Handschlag mit Frauen unter Berufung auf jüdische Gesetze.
Im Januar des Jahres 2012 wurde er von der jüdischen Gemeinde zum Landesrabbiner in Hamburg bestellt.
Am 20. Juni 2019 kam es zu einem antisemitischen Vorfall am Hamburger Rathaus. Der Landesrabbiner Shlomo Bistritzky und das Vorstandsmitglied der Jüdischen Gemeinde Hamburg Eliezer Noe wurden vor den Augen der Polizei angegriffen, beschimpft und bespuckt. Der mutmaßliche Täter – ein 45 Jahre alter Marokkaner – wurde unter erheblichem Widerstand von der Polizei festgenommen. Er musste mit Handfesseln fixiert werden und spuckte derart um sich, dass er eine sogenannte Spuckschutzhaube angelegt bekam.